# Phrygilus
Phrygilus är ett fågelsläkte i familjen tangaror inom ordningen tättingar: Efter genetiska studier som visar att arterna som traditionellt placeras i Phrygilus inte alls är varandras närmaste släktingar har det genomgått kraftiga förändringar i sammansättningen. Idag omfattar det vanligen endast fyra följande arter:
- Svarthuvad sierratangara (P. atriceps)
- Perusierratangara (P. punensis)
- Gråhuvad sierratangara (P. gayi)
- Skogssierratangara (P. patagonicus)

Tidigare inkluderades ytterligare sju arter i Phrygilus, men dessa har nu vanligen flyttats till andra släkten. Det råder dock inte konsensus om vilka. 
- Sorgtangaran, lärktangaran och koltangaran är nära släkt med campostangaran (Porphyrospiza caerulescens), men även inkatangarorna (Incaspiza). Sorgfinken förs till Rhopospina, antingen som ensam art[1] eller inkluderande de tre övriga[3]. Lärkfinken och kolfinken lyfts av andra auktoriteter ut i egna släktet Corydospiza eller inkluderas i Porphyrospiza.
- Blygrå tangara och askbröstad tangara förs till egna släktet Geospizopsis
- Sadeltangara och vitstrupig tangara inkluderas vanligen i Idiopsar alternativt placeras i det egna släktet Ephippiospingus